# Thoralf Peters
Thoralf Peters (n. 13 ianuarie 1968, Güstrow, Republica Democrată Germană, Germania) este un canotor ce a reprezentat Germania, medaliat olimpic. A participat la o ediție a Jocurilor Olimpice (1992) în care a câștigat o medalie de argint.

## Participări
Lista de mai jos prezintă principalele competiții la care a participat Thoralf Peters de-a lungul carierei.
- rowing at the 1992 Summer Olympics – men's coxed four[*][3]